# Sven Strindberg

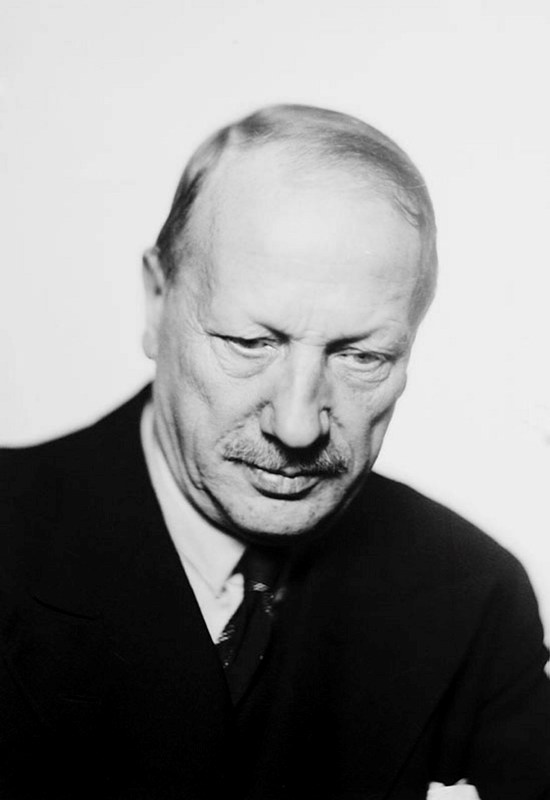
Sven Strindberg.

Sven Strindberg, född 7 april 1874, död 14 mars 1957 i Kungsholms församling i Stockholm, var en svensk konsthandlare och intendent. 
Han var son till grosshandlaren och ångbåtskommissionären Oscar Strindberg i Stockholm och bror till arkitekten Erik Strindberg, polarfararen Nils Strindberg och skulptören Tore Strindberg.
Sven Strindberg studerade ekonomi i New York i början på 1890-talet. Från 1895 drev han ramlistfabrik och butik i Helsingfors, och sålde även konstreproduktioner. 1913 öppnade han Strindbergs konstgalleri (Strindbergin taidesalonki), först i sin art i landet. Han visade modern konst som Vasilij Kandinskij och tysk expressionism.
1916 sålde han verksamheten till Arvid Lydecken och flyttade hem till Sverige för att, på uppdrag av prins Eugen, tillträda tjänsten som chef för nyöppnade Liljevalchs konsthall i Stockholm. Han öppnade med tre internationellt etablerade och brett uppskattade konstnärer, Anders Zorn, Carl Larsson och Bruno Liljefors. Men under sin senare tid på Liljevalchs, fram till 1939, tog Sven Strindberg initiativ också till flera djärvare och ibland mycket inflytelserika utställningar. Här kan nämnas Hemutställningen 1917, Modern fransk konst 1920, den första Vårsalongen 1921, Exotisk konst och konsthantverk 1927 samt Standard och Internationella Fotografiutställningen 1934.
Han gifte sig 1899 med Maria Skjöldebrand (1874–1944) och de fick tre barn Gertrud (1900), Åke (1901) och Maj (1910).
Sven Strindberg är begravd på Skogskyrkogården i Stockholm.